# Bisbat de Mende
El bisbat de Mende és una divisió eclesiàstica de França que abraça el departament de Lozère. És sufragània des de 2002 de Montpeller i cobreix el departament del Lozère o Losera. Anteriorment al 2002 era sufragània d'Albí des de 1676 excepte el període post-revolucionari (1801-1823); anteriorment a aquesta data fou sufragània de Bourges. Durant la revolució, fou suprimida el 1801 quedant unida al bisbat de Viviers en una sola diòcesi sufragània de Lió. El 1822 es van separar Viviers i Mende, i el 1823 va quedar restablerta i va passar a ser sufragània un altre cop d'Albí. La catedral de Nostra senyora (basílica menor des del 1874) fou consagrada el 10 d'octubre de 1640 després de la destrucció de la catedral vella el 1579.

d'or, tres pals de gules, blasó del capítol de Mende

La llegenda fa Sant Marcial de Llemotges apòstol dels gabals (al Gavaldà) i li atribueix la designació del primer bisbe al segle i, el seu deixeble Sant Severià. El primer bisbe conegut, però, és Sant Privat de Mende, que va morir a una cova, de malaltia, a l'època de la invasió dels alamans dirigits pel rei Crocus, cosa que fou cap al 260 segons Gregori de Tours, cap al 407 segons Fredegari i cap al 305/310 segon mossèn Duchesne.
El 314 sembla que ja hi havia una església organitzada al Gabalí, ja que una representació en va anar al Concili d'Arle. Més tard foren bisbes Sant Fermí, Sant Hilari del Gavaldà (cap al 535) i Sant Fresald del Gavaldà (segle ix), que es creu que va ser assassinat. Els bisbes portaven el títol de bisbes del Gavaldà fins al 951; fins llavors no residien habitualment a Mende i en aquesta data es van traslladar a aquesta ciutat.
Cal esmentar a Aldebert du Tournel (cap al 1100-1120) que va ser investit comte, un altre Aldebert (1151-1186), Guillem Durand (1285-1296) i el seu nebot Durand el Jove (1296-1328) que va establir els Pariatges amb el rei sobre el Gavaldà, Guillaume de Chanac (uns mesos el 1371 fins a ser nomenat cardenal); Pietro Riario (1473-74), nebot de Sixt IV; Giuliano della Rovere (1478-83) que després fou Papa com a Juli II; i els seus nebots Clemente della Rovere (1483-1504) i Francesco della Rovere (1504-24); el darrer bisbe fou Castellane (1768-92) assassinat a Versalles el 9 de setembre de 1792.
Està regida pel bisbe Benoît Bertrand des del 2019.